# شوكت أباد (قهاب رستاق)
شوکت أباد (بالفارسية: شوکت‌آباد) هي مستوطنة تقع في إيران في قسم قهاب رستاق الريفي.